# 佐倉市立井野小学校
佐倉市立井野小学校（さくらしりつ いのしょうがっこう）は、千葉県佐倉市西ユーカリが丘にある公立小学校。

## 沿革
（沿革節の主要な出典は公式サイト）
- 1971年（昭和46年）4月1日 - 開校
  - 開校時は12学級、児童数は360人
- 2001年（平成13年）に特殊学級（現在の特別支援学級）が設置される

なお以前の住所は千葉県佐倉市井野834番地だったが、2011年5月に区画整理が行われ、所在地は変わらないまま、現在の住所に変更された。

## 交通
- 山万ユーカリが丘線井野駅から徒歩5分

## 児童転落事故
- 1990年、当時小5の女子児童がベランダから転落し、大怪我をした。転落場所は、3号館3階の一番端の教室。それ以来、ベランダに児童を立ち入らせないようにしている。

## 最近
- 校舎全館と体育館をリニューアルした。

## 著名な出身者
- 藤木直人（俳優、歌手、ミュージシャン）
- AMEMIYA（お笑いタレント、歌手）